# Grapa, Dimitrovgrad
Grapa (izvirno srbsko Грапа) je naselje v Srbiji, ki upravno spada pod Občino Dimitrovgrad; slednja pa je del Pirotskega upravnega okraja.

## Demografija
V naselju živi 4 polnoletnih prebivalcev, pri čemer je njihova povprečna starost 70,8 let (70,0 pri moških in 72,5 pri ženskah). Naselje ima 3 gospodinjstev, pri čemer je povprečno število članov na gospodinjstvo 1,33.
Prebivalstvo je večinoma nehomogeno.
|  |

| Demografija | Demografija     | Demografija     |
| Leto        | Št. prebivalcev | Št. prebivalcev |
| ----------- | --------------- | --------------- |
|             |                 |                 |
|             |                 |                 |
|             |                 |                 |
|             |                 |                 |
| 1948        | 169             |                 |
| 1953        | 182             |                 |
| 1961        | 142             |                 |
| 1971        | 74              |                 |
| 1981        | 21              |                 |
| 1991        | 7               | 7               |
| 2002        | 4               | 4               |
|             |                 |                 |

| Etnična sestava po popisu iz leta 2002 | Etnična sestava po popisu iz leta 2002 | Etnična sestava po popisu iz leta 2002 | Etnična sestava po popisu iz leta 2002 | Etnična sestava po popisu iz leta 2002 |
| -------------------------------------- | -------------------------------------- | -------------------------------------- | -------------------------------------- | -------------------------------------- |
| Srbi                                   | Srbi                                   |                                        | 2                                      | 50,0%                                  |
| Bolgari                                | Bolgari                                |                                        | 2                                      | 50,0%                                  |
| Neznano                                | Neznano                                |                                        | 0                                      | 0,0%                                   |